# Progressione del record italiano dei 3000 metri siepi maschili

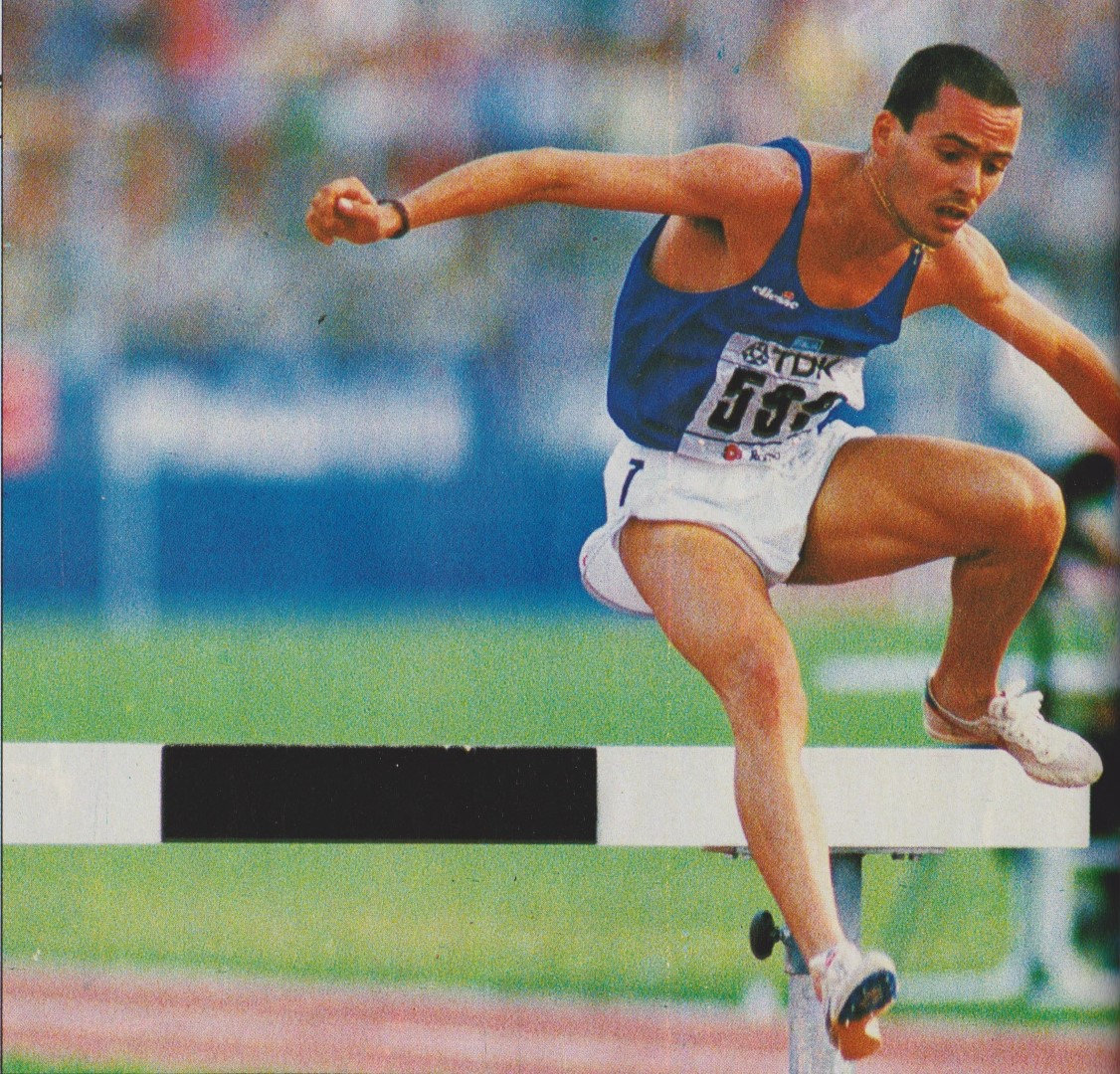
Francesco Panetta, detentore del record italiano dei 3000 metri siepi dal 1987.

La voce seguente illustra la progressione del record italiano dei 3000 metri siepi maschili di atletica leggera.
Il primo record italiano femminile su questa distanza venne ratificato il 20 maggio 1923.

## Progressione

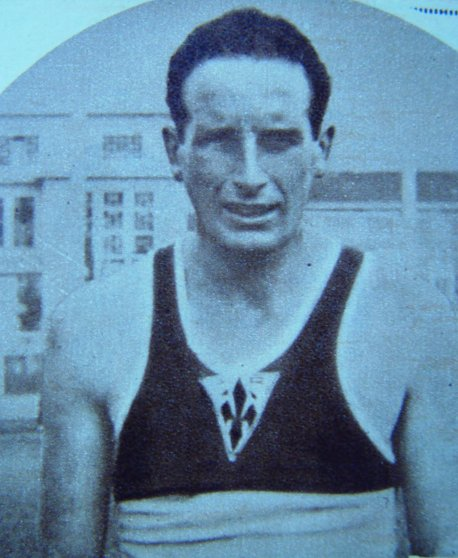
Nello Bartolini, detentore del record italiano dal 1932 al 1958.

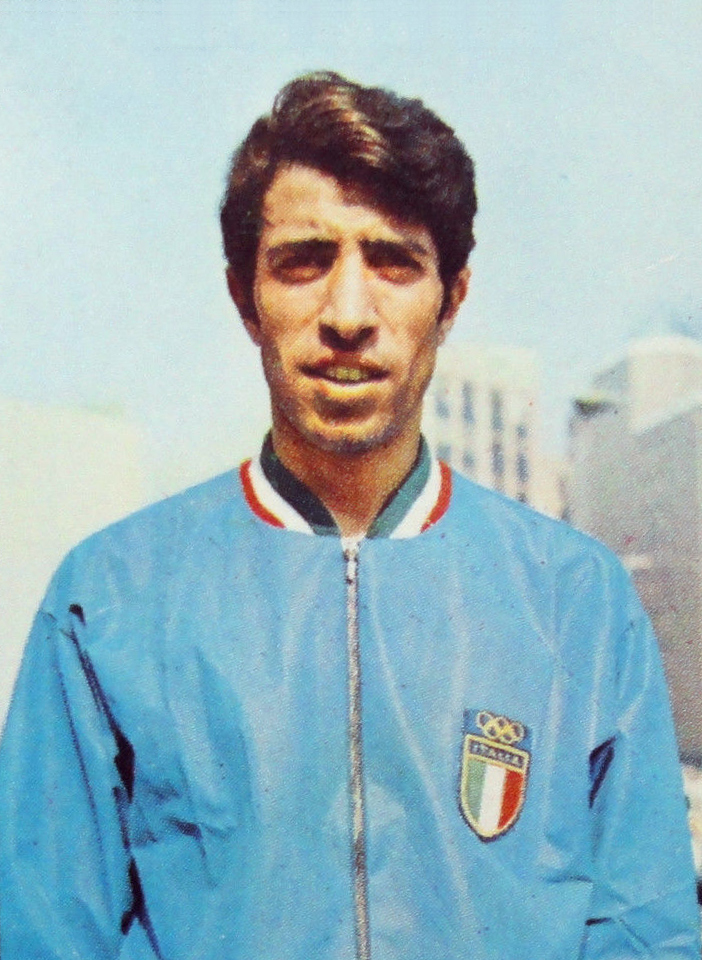
Umberto Risi, detentore del record italiano dal 1968 al 1972.

| Tempo                      | Atleta               | Società                       | Luogo    | Data              | Note |
| -------------------------- | -------------------- | ----------------------------- | -------- | ----------------- | ---- |
| 9'56"3/5                   | Ferruccio Bruni      | La Fenice Venezia             | Este     | 20 maggio 1923    |      |
| 9'36"3/5                   | Ernesto Ambrosini    | Forti e Liberi Monza          | Parigi   | 9 giugno 1923     |      |
| 9'33"2/5                   | Attilio Testoni      | Virtus Bologna Sportiva       | Cesena   | 10 aprile 1927    |      |
| 9'23"1/5                   | Nello Bartolini      | ASSI Giglio Rosso             | Firenze  | 21 aprile 1932    |      |
| 9'15"6                     | Alfredo Rizzo        | Atletica Riccardi             | Roma     | 28 settembre 1958 |      |
| 9'06"6                     | Gianfranco Baraldi   | VIII Comiliter Roma           | Napoli   | 30 ottobre 1958   |      |
| 9'06"3                     | Gianfranco Sommaggio | Gruppo Sportivo Fiamme Oro    | Belgrado | 25 giugno 1961    |      |
| 9'02"4                     | Gianfranco Sommaggio | Gruppo Sportivo Fiamme Oro    | Helsinki | 24 luglio 1961    |      |
| 9'02"4                     | Gianfranco Sommaggio | Gruppo Sportivo Fiamme Oro    | Schio    | 13 settembre 1961 |      |
| 8'58"8                     | Alfredo Rizzo        | Atletica Riccardi             | Milano   | 5 novembre 1961   |      |
| 8'58"0                     | Alfredo Rizzo        | Atletica Riccardi             | Saronno  | 7 ottobre 1962    |      |
| 8'57"6                     | Alfredo Rizzo        | Atletica Riccardi             | Saronno  | 21 ottobre 1962   |      |
| 8'53"4                     | Alfredo Rizzo        | Atletica Riccardi             | Schio    | 10 giugno 1964    |      |
| 8'53"0                     | Alfredo Rizzo        | Atletica Riccardi             | Rovereto | 13 giugno 1965    |      |
| 8'52"8                     | Massimo Begnis       | Gruppo Sportivo Augusta       | Celje    | 14 agosto 1965    |      |
| 8'43"4                     | Giovanni Pizzi       | Gruppo Sportivo Fiamme Gialle | Helsinki | 1º agosto 1967    |      |
| 8'42"8                     | Umberto Risi         | CUS Roma                      | Roma     | 12 settembre 1968 |      |
| 8'41"4                     | Umberto Risi         | CUS Roma                      | Formia   | 11 maggio 1969    |      |
| 8'37"6                     | Umberto Risi         | CUS Roma                      | Roma     | 17 maggio 1969    |      |
| 8'35"2                     | Umberto Risi         | CUS Roma                      | Roma     | 24 maggio 1970    |      |
| 8'33"8                     | Umberto Risi         | CUS Roma                      | Roma     | 20 giugno 1970    |      |
| 8'33"4                     | Franco Fava          | Polisportiva Cassino          | Oslo     | 3 agosto 1972     |      |
| 8'32"2                     | Franco Fava          | Gruppo Sportivo Fiamme Gialle | Torino   | 18 luglio 1973    |      |
| 8'28"8                     | Franco Fava          | Gruppo Sportivo Fiamme Gialle | Oslo     | 5 agosto 1973     |      |
| 8'27"4                     | Franco Fava          | Gruppo Sportivo Fiamme Gialle | Napoli   | 16 giugno 1974    |      |
| 8'23"4                     | Franco Fava          | Gruppo Sportivo Fiamme Gialle | Varsavia | 23 giugno 1974    |      |
| 8'23"0                     | Franco Fava          | Gruppo Sportivo Fiamme Gialle | Helsinki | 26 giugno 1974    |      |
| 8'12"5                     | Mariano Scartezzini  | Gruppo Sportivo Fiamme Gialle | Roma     | 5 agosto 1980     |      |
| Cronometraggio elettronico |                      |                               |          |                   |      |
| 8'18"85                    | Franco Fava          | Gruppo Sportivo Fiamme Gialle | Roma     | 7 settembre 1974  |      |
| 8'18"47                    | Giuseppe Gerbi       | CUS Torino                    | Mosca    | 31 luglio 1980    |      |
| 8'08"57                    | Francesco Panetta    | Pro Patria Osama Milano       | Roma     | 5 settembre 1987  |      |